# Bik'at Ksulot
Bik'at Ksulot (hebrejsky בקעת כסלות‎) je údolí v Dolní Galileji, v severním Izraeli, jihovýchodně od Nazaretu.
Jde o severovýchodní podčást většího celku zvaného Jizre'elské údolí. Na severu je ohraničeno terénním zlomem Harej Nacrat (Nazaretské hory), na východě izolovaným návrším hory Tábor, na jihu masivem Giv'at ha-More. Délka údolí dosahuje ve východozápadním směru cca 8 kilometrů, v severojižním směru měří cca 5 kilometrů.
Dno údolí je ploché, s nadmořskou výškou okolo 100 metrů, a zemědělsky intenzivně využívané. Vodopisně patří z větší části do povodí vádí Nachal Tavor, které teče k východu, do Galilejského jezera. Západní část údolí odvodňuje Nachal Adašim. Osídlení se soustřeďuje na okraje údolí. Na severním okraji je to město Iksal, které navazuje na biblickou lokalitu nazývanou Kislót nebo Kesulót, zmiňovanou v Knize Jozue 19,18, která tak dala název nynějšímu údolí. Na severovýchodním okraji údolí se rozkládá město Daburija. Obě tato sídla obývají izraelští Arabové. Židé obývají několik zemědělských vesnic, například Tel Adašim. Na jihu sem zasahuje též předměstská zástavba města Afula. Komunikačně netvoří údolí jednotný celek. Hlavní dopravní tahy procházejí po jeho obvodu (zejména dálnice číslo 65 na jihu a dálnice číslo 60 na západě) zatímco centrální oblasti jsou bez silniční sítě.